# Donacia jacobsoni
Donacia jacobsoni is een keversoort uit de familie bladkevers (Chrysomelidae). De wetenschappelijke naam van de soort werd in 1927 gepubliceerd door Semenov & Reichardt.